# Brazoria
Brazoria, biljni rod jednogodišnjeg raslinja iz porodica medićevki smješten u tribus Synandreae, dio potporodice Lamioideae. Opisan je 1845. . Pripadaju mu tri vrste endemične za Teksas. Posljednja vrsta opisana je 2003. godine, a poznata su samo 22 nalazišta ove vrste. Tipska lokacija vrste B. enquistii imala je gotovo 10 000 biljaka 1996. godine, ali 1999. godine pronađen je samo 1% od tog broja (Turner 2003).

## Opis
U reviziji roda Brazoria prepoznate su tri svojte: B. arenarija i B. truncata, potonji s dva međugradna morfogeografska varijeteta: var.truncata i var. pulcherrinma (Lundell) M.W.Turner, comb. nova. Četvrti takson, izvorno opisan kao B. scutellarioides, odvojen je kao novi monotipski rod, Warnockia, što rezultira novom kombinacijom Warnockia scutellarioides (Engelm. & A. Gray)M. W. Turner..

## Vrste
1. Brazoria arenaria Lundell
2. Brazoria enquistii M.W.Turner; opisana 2003.
3. Brazoria truncata (Benth.) Engelm. & A.Gray; tipična vrsta, u Americi poznata kao “čegrtušin cvijet” (Rattlesnake flower).